# Jacques Tixier
Pour les articles homonymes, voir Tixier.
Jacques Tixier, né le 1er janvier 1925 à Bordeaux et mort le 3 avril 2018 à Pradines (Lot),, est un préhistorien français, spécialiste de la technologie lithique.

## Biographie
Jacques Tixier part enseigner en tant qu’instituteur en Algérie à l'âge de 22 ans. Il y rencontre Lionel Balout, professeur à la faculté d’Alger et conservateur du musée du Bardo, à Alger, qui lui donne envie de poursuivre ses recherches en préhistoire. En 1955, il entre en tant que préhistorien au Centre national de la recherche scientifique (CNRS), puis en 1961 à l’Institut de paléontologie humaine (IPH), à Paris. En 1980, il crée le laboratoire « Préhistoire et technologie » (UMR 7055) du CNRS, et le dirige jusqu’en 1987.
Jacques Tixier a mis au point une méthode d’analyse, baptisée technologie lithique, qui, grâce à l’étude des techniques de réalisation des outils en pierre taillée, permet de comprendre les comportements sociaux, la culture et les capacités cognitives des hommes préhistoriques.
Ses archives scientifiques sont déposées au Pôle archives de la Maison des Sciences de l’homme Mondes.